# Kuah
Kuah è una città della Malaysia situata nello Stato di Kedah, capoluogo del Distretto di Langkawi.
È il maggiore centro abitato dell'isola di Langkawi, nonché il punto di ingresso per chi arriva in traghetto dalla terraferma o dall'isola di Penang.